# F-spexet

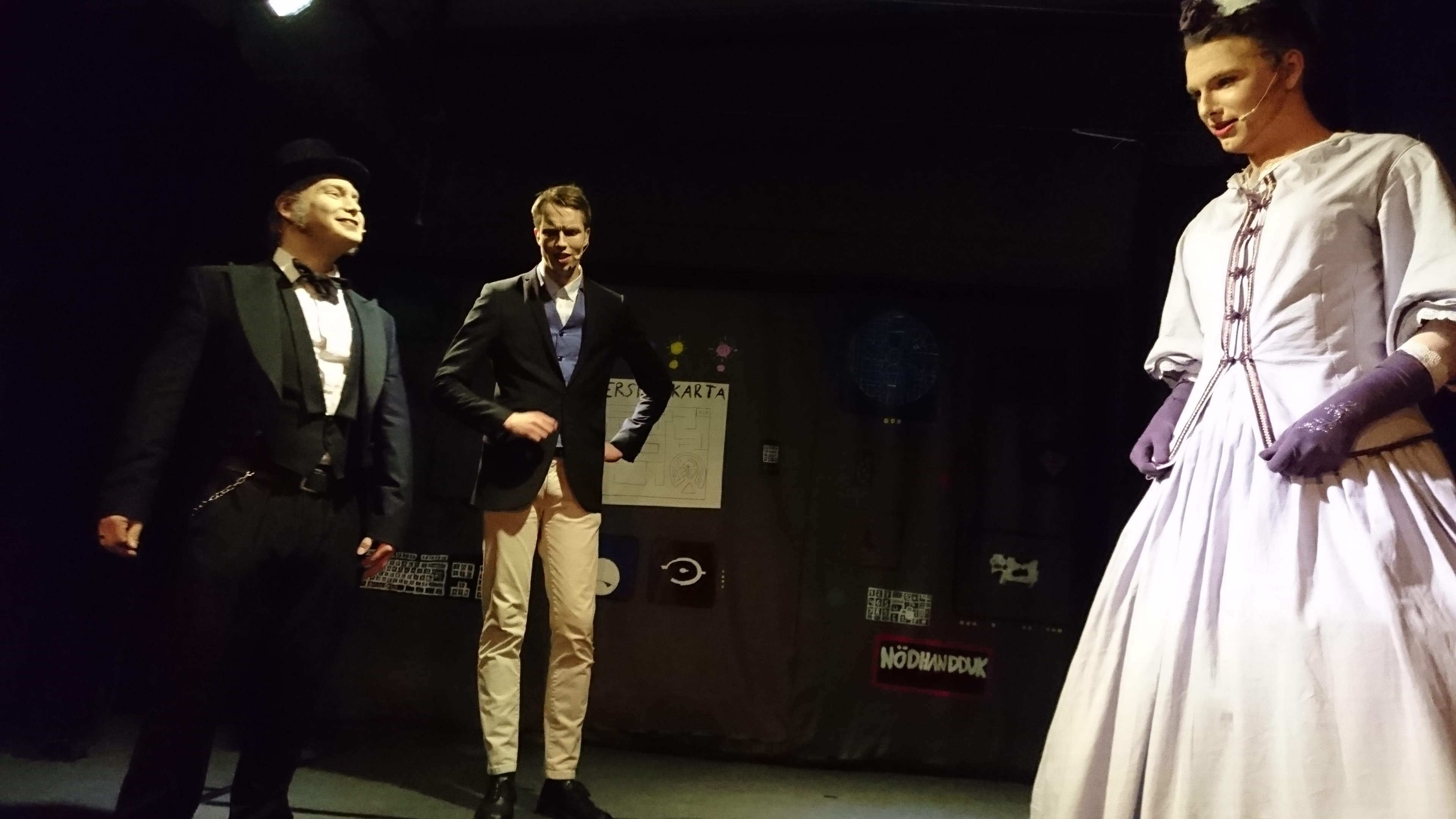
F-spexet Jules Verne 2017. Karaktärerna Michael Faraday, Jules Verne och Ada Lovelace.

F-spexet är en spexensemble knuten till Fysikteknologsektionen vid Chalmers studentkår.
F-spexet startades hösten 2004 efter en idé av Andreas Hanning med Lunds nations spexfamilj som förebild. Under hösten byggdes spexet upp av eldsjälar och kom sedan att omfatta cirka 25 medlemmar. År 2023 bestod spexet av cirka 50 medlemmar, och även om majoriteten är medlemmar i Fysikteknologsektionen, har F-spexet medlemmar från andra sektioner, skolor och även några som avslutat sina studier och arbetar. 
Urpremière sker på våren på Chalmers Campus Johanneberg. Nypremière sker på hösten under mottagningen till Chalmers. Under de första åren användes Fysikteknologsektionens sektionslokal Focus som föreställningslokal. Därefter har föreställningarna ett flertal år ägt rum i Kalle Glader - en annan lokal på Chalmersområdet. Här hölls till exempel 2013 och 2014 samt 2018 års föreställningar.

## Uppsättningar
- 2005 – Billy the Kid
- 2006 – Hera
- 2007 – Agatha Christie eller En mordgåta i flera stycken
- 2008 – Beowulf
- 2009 – Fantomen på Operan
- 2010 – Mary Read
- 2011 – Medici & Pazzi
- 2012 – Thor Heyerdahl & Evighetens Tempel
- 2013 – Ludwig Emil Grimm eller Den som illustrerar en bok åt andra hamnar ofta själv däri
- 2014 – Kubakrisen eller Vad ska vi Kalla kriget?
- 2015 – Zelda Fitzgerald eller Den förlorade generationen
- 2016 – Ur eller Ett urkul spex, eller En urpremiär
- 2017 – Jules Verne eller De sex vännerna och Freud
- 2018 – Cecilia Vasa eller Lite färre danskar har väl ingen dött av
- 2019 – Döden eller Ett livligt spex
- 2020 – Johannes Kepler eller Illustrerad Vetenskap (ställdes in)
- 2021 – Rockefeller eller Oljemonopolet som sprängdes
- 2022 – Tillbaka till Dåtiden eller Einsteins äventyr i rumtiden
- 2023 – Marius Jacob eller Mästertjuvarna på Operan
- 2024 – Pesten eller Ett infernaliskt spex, De’ ante mig
- 2025 – Ernest och Earharts Äventyrsbyrå AB eller Resan till Sydpolen